# Félicien Marceau
Félicien Marceau (Louis Carette, 16 de septiembre de 1913 - 7 de marzo del 2012) fue un escritor, guionista, dramaturgo francés, originario de  Cortenbergh, en Bélgica, que fue miembro de la Academia Francesa en la que ocupó el asiento número 21 y de la que era decano al momento de su fallecimiento a los 98 años de edad.

## Datos biográficos
En 1914, sus padres fueron hechos rehenes por los invasores alemanes en Bélgica. Estudió en Lovaina, primero en el Colegio de la Santa Trinidad y después en la Universidad Católica de Lovaina.
Fue nombrado en 1936 para dirigir el Instituto Nacional de Radiodifusión belga, al que renunció en 1942. Durante la liberación partió hacia Italia, ya que se había vuelto indeseable en Bélgica acusado de colaboración con el enemigo. Es acusado de lo mismo en Francia aunque salió bien librado por la intervención del general Charles de Gaulle. Adoptó entonces la nacionalidad francesa y su pseudónimo.
Durante los años belgas publicó algunas novelas, pero su verdadera carrera literaria empezó en Francia. Ya en su nueva patria publicó otra novelas y un ensayo sobre Honorato de Balzac que se ha vuelto un clásico (Balzac et son monde, 1955-1970).
En teatro, Félicien Marceau escribió entre otras una obra que también fue muy reconocida: L’Œuf, montada por André Barsacq en el teatro de l'Atelier (1956). Ya sea en novela o en el teatro, la obra de Félicien Marceau se compone de historias o de escenas con un gran sentido del humor dotadas de una delicadeza y sensibilidad poco comunes, en la línea de Somerset Maugham.
Cercano al movimiento de los Húsares, Félicien Marceau recibió varios premios literarios importantes entre los que se contó el Premio Goncourt en 1969 por su novela Creezy. 
Fue elegido a la Academia francesa el 27 de noviembre de 1975, sucediendo a Marcel Achard en el asiento número 21. Se convirtió en el decano de la Academia a la muerte de Jacqueline de Romilly el 18 de diciembre de 2010 y lo fue hasta su deceso en 2012.
Cuando se anunció su elección a la Academia, el poeta Pierre Emmanuel (elegido en 1968 para el asiento número 4), renunció en protesta por la elección de Marceau en razón de su pasado en Bélgica con relación a su colaboracionismo con los alemanes. Según la costumbre no se sustituyó a Emmanuel, reemplazándolo sólo hasta su muerte, en 1985, por Jean Hamburger.
Marceau murió el 7 de marzo de 2012 a la edad de 98 años. Sus despojos mortales se encuentran inhumados en el cementerio de Neuilly sur Seine.

## Obra
(en francés)
- 1942 - Cadavre exquis, novela
- 1942 - Le Péché de Complication, novela
- 1943 - Naissance de Minerve, ensayo
- 1948 - Chasseneuil, novela
- 1949 - Casanova ou l'anti-Don Juan, ensayo
- 1951 - Capri petite île, novela
- 1951 - Chair et cuir, novela
- 1951 - L'École des moroses, teatro
- 1952 - L'Homme du roi, novela, Premio de la Fundación Del Duca
- 1953 - Bergère légère, novela
- 1953 - En de secrètes noces, novela.
- 1954 - Caterina, teatro, Premio Pellman 1954.
- 1955 - Les Élans du cœur, novela, Premio Interallié 1955.
- 1956 - L’Œuf, teatro
- 1957 - Les Belles natures, novela
- 1958 - La Bonne Soupe, teatro
- 1960 - L'Étouffe-Chrétien, teatro
- 1962 - Les Cailloux, teatro
- 1964 - La Preuve par quatre, teatro
- 1965 - Madame Princesse, teatro
- 1966 - Un Jour, j'ai rencontré la vérité, teatro
- 1968 - Les Années courtes, memorias
- 1969 - Creezy, novela, Premio Goncourt 1969.
- 1969 - Le Babour, teatro
- 1970 - Balzac et son monde, ensayo
- 1975 - Le Corps de mon ennemi, novela
- 1977 - Les Personnages de la Comédie humaine, ensayo
- 1984 - Appelez-moi mademoiselle, novela
- 1987 - Les Passions partagées, novela
- 1989 - Un oiseau dans le ciel, novela
- 1992 - Les Ingénus, novela
- 1993 - La Terrasse de Lucrezia, novela, Premio Jean Giono
- 1994 - Le Voyage de noce de Figaro, novela
- 1997 - La Grande fille, novela
- 1998 - L'imagination est une science exacte, entrevistas con Charles Dantzig
- 1998 - La Fille du pharaon, fábulas
- 2000 - L'Affiche, novela
- 2011 - De Marceau à Déon, De Michel à Félicien, Lettres 1955-2005, correspondencia con Michel Déon

## Traducciones
- 1967, teatro de Luigi Pirandello, con André Barsacq y Georges Piroué, Denoël
- 1978, La Trilogie de la villégiature de Carlo Goldoni, puesta en escena de Giorgio Strehler, Comedia Francesa en el Teatro Nacional de l'Odéon

## Guiones
- 1968 : Provinces (emisión "La coupe"), serie televisada.

## Monografía
- Stephane Hofmann, Félicien Marceau, Éditions du Rocher, 1994

## Películas realizadas basadas en sus libros
- La Bonne Soupe (1964), film de Robert Thomas
- L'Œuf (1971), film de Jean Herman
- La Race des seigneurs (1974), film de Pierre Granier-Deferre
- Le Corps de mon ennemi (1976), film de Henri Verneuil.